# توکای هاوایی
توکای هاوایی (نام علمی: Myadestes obscurus) نام یک گونه از تیره توکایان است. این گونه بوم زاد جزایر هاوایی می‌باشد به همین دلیل به نام توکای هاوایی نامگذاری شده‌است. جمعیت این پرنده در جنگل‌های بارانی شرق جزیره بزرگ حدود ۱۷۰٬۰۰۰ بال تخمین زده شده‌است. توکاهای بالغ نر و ماده با سری به رنگ قهوه‌ای تا خاکستری و خط چانه‌ای سیاه رنگ، پشت و بال‌های قهوه‌ای از دیگر گونه‌های توکایان متمایز می‌شوند. این پرنده میوه‌خوار است.